# Cinnamomum talawaense
Cinnamomum talawaense är en lagerväxtart som beskrevs av André Joseph Guillaume Henri Kostermans. Cinnamomum talawaense ingår i släktet Cinnamomum och familjen lagerväxter. Inga underarter finns listade i Catalogue of Life.